# Sobreacumulação
A sobreacumulação ou superacumulação é um conceito da economia marxiana que define a situação através da que os investidores, ao não ter a expectativa de obter uma taxa de lucro que consideram suficiente, optam por deixar de reinvestir o seu capital e mais-valía, acumulando-o sem fins produtivos. Quando a sobreacumulação torna-se na tónica geral do mercado, pode produzir crises ou acentuar as já existentes, constituindo uma das causas das crises cíclicas do capitalismo.